# Monique Mabelly
Monique Mabelly, née le 14 novembre 1924 à Nîmes et morte le 5 février 2012 à Aix-en-Provence, est une magistrate française. Elle est témoin de la dernière exécution capitale en France, et en a laissé un récit marquant, publié après sa mort.

## Biographie

### Jeunesse et formation
La mère de Monique Mabelly est d'origine russe.
La loi du 11 avril 1946 ouvre la magistrature aux femmes. Comme souvent dans ce milieu pendant des années 1950, les femmes doivent surmonter les résistances des hommes et viennent souvent d'un milieu aisé, tel que la magistrature, avec de multiples diplômes. Arthur, le père de Monique Mabelly, est ainsi magistrat et ami du père de Suzanne Challe, lui aussi magistrat. Monique Mabelly est licenciée en droit.

### Carrière
Monique Mabelly commence sa carrière dans la magistrature en 1955, en tant qu'attachée stagiaire puis évolue comme juge puis juge d'instruction aux tribunaux de première instance de Narbonne, Draguignan et Marseille où elle est premier juge d’instruction.
Dans le cadre de l'affaire Saint-Aubin qui débute le 4 août 1964, Monique Mabelly, juge d’instruction au tribunal de Draguignan, est chargée de l’enquête et prononce une ordonnance de non-lieu, décision jugée scandaleuse par la famille de la victime.
En 1978, elle est conseillère à la cour d'appel de Nîmes puis à celle d'Aix-en-Provence.
Son activité militante se retrouve dans sa vie professionnelle, par son appartenance au Syndicat de la magistrature ou son soutien pour l'acceptation du changement d'état civil pour les personnes trans.

### Témoignage sur l'exécution capitale d'Hamida Djandoubi

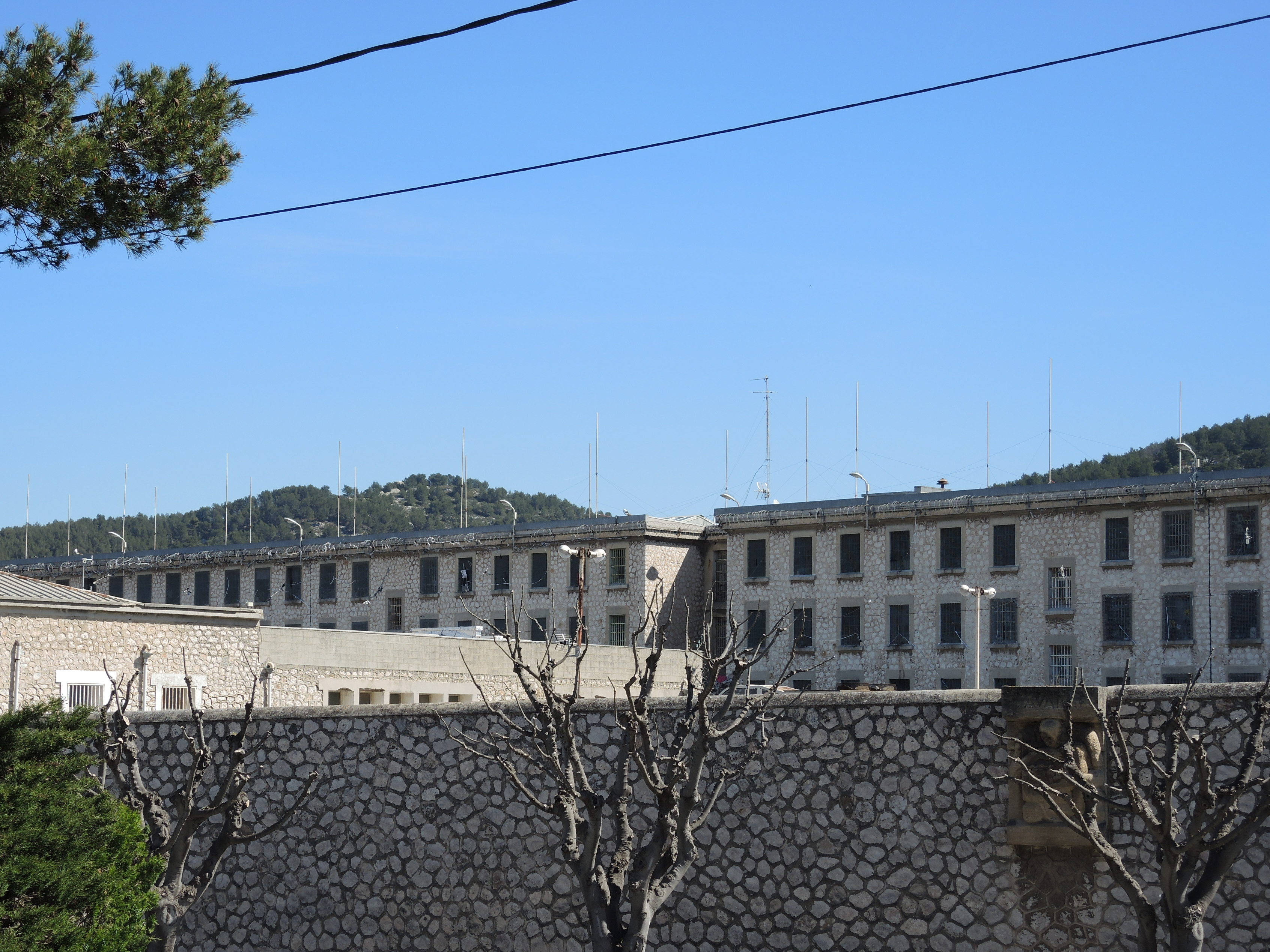
Prison des Baumettes (Marseille).

Le quotidien Le Monde publie en 2013 la transcription d'un témoignage de Monique Mabelly, à l'époque doyenne des juges d'instruction à Marseille et commise d'office. Dans ce document, Monique Mabelly relate sa désignation d'office par le président du tribunal, le 9 septembre 1977, comme témoin de l'exécution d'Hamida Djandoubi, puis fait brièvement état de ses réticences et, enfin, rend compte du déroulement des faits, tôt le lendemain, à la prison des Baumettes. Son récit est l'un des rares témoignages de femmes sur la peine de mort d'autant plus qu'elle est la seule magistrate témoin d'une exécution capitale.
Son texte, transmis au cours de l'été 2013 par son fils à Robert Badinter, avocat puis ministre de la Justice de François Mitterrand dans le gouvernement de Pierre Mauroy, qui avait porté à l'automne 1981 la loi abolissant la peine de mort en France, est ensuite communiqué au Monde, avec l'accord de la famille Mabelly. Le quotidien y voit un « document historique de premier plan » et Badinter considère que « son authenticité et sa qualité sont indiscutables ».
L'ancien garde des Sceaux a remis le 7 décembre 2016 ce document historique à l'École nationale de la magistrature à l'occasion du 35e anniversaire de l'abolition de la peine de mort.

### Vie privée
Monique Mabelly se marie en 1946 avec un avocat  avec lequel elle a quatre fils. Son mari est radié du barreau de Marseille et ils divorcent en 1955.

## Hommage
Les magistrats stagiaires de l'École nationale de la magistrature décident de donner son nom à leur promotion de 2013.

## Pour approfondir